# Старосілля (Черкаський район)
Старосі́лля — село в Україні, в Черкаському районі Черкаської області, у складі Мліївської сільської громади. Населення — 2 228 чоловік, 850 дворів.

## Географія
Село розташоване на березі річки Вільшанки, недалеко від місця впадання в неї річки Фоса, за 20 км від районного центру — міста Городище.

## Історія
Старосілля — старе поселення часів Київської Pyci, де залишки городища свідчать, що на території сучасного села люди жили ще в Х столітті, а археологічні знахідки доводять, що люди проживали тут значно раніше. Займаючи прикордоне положення, місцевість у числі перших зазнавала спустошливих нападів татаро-монгольських орд.
Наприкінці XIV століття, використовуючи послаблення Золотої орди, на землі вторглися литовські феодали. Село у 1494 році разом з іншими населеними пунктами було «пожалуване» черкаському наміснику Климу Олександровичу, а потім довгий час належало графам Моравським і польським магнатам Конецпольським. Через деякий час Старосілля перейшло до магната Любомирського.
1793 року Старосілля у складі Правобережної України було приєднано до Росії. Разом з іншими населеними пунктами воно було передано князю Потьомкіну в обмін на мисливські угіддя. Після його смерті, величезні маєтки поділено між племінниками, і Старосілля відійшло до графині Енгельгардт — дружини гетьмана польських військ Савелія Браницького. Після смерті Браницького, його дружина вийшла заміж за графа Воронцова, який став власником Мошно-Городищенського маєтку, куди входило Старосілля.
1866 року Старосілля стало волосним центром. До волості ввійшли також села Байбузи і Білозір'я (нині Яснозір'я).
У 1929 році, під час примусової колективізації, було створено колгосп ім. Комінтерну. Площа його землі становила понад 1,7 тисяч га. Провідними культурами були зернові (озима пшениця, жито, ячмінь, гречка та цукрові буряки.
9 серпня 1941 року в село ввійшли німецькі війська, які були вибиті 9 лютого 1944 року.
Село постраждало внаслідок геноциду українського народу, проведеного  урядом СССР 1923—1933 та 1946–1947 роках.
Правда і легенди села Старосілля.
Старосілля Городищенського району Черкаської області розташоване за 20 км від районного центру. Територію села розділяє річка Вільшанка, яка є притокою Дніпра.
Назва села свідчить про те що воно було засноване ще у давні часи. Про осілий спосіб первісної людини можна судити по знайдених кам'яних знаряддях праці, кістки великих тварин, поховання Трипільців. На території України було знайдено археологами лише два поховання Трипільців, одне з них знаходиться у Старосіллі. Збереглись також 10 могил Скіфського періоду. Сама назва села належить до часів князювання Володимира Великого. Прийняття Християнства як державної віри у 988 році дало змогу підняти рівень розвитку Київської русі, а саме: упорядкувались назви поселень, піднявсь рівень культури, економіки, виробництва зброї і знарядь праці, чим вивели Київську русь у лідери країн Європи. Запровадження грошової системи у золотих златниках були рівні вартості грошей Візантії, яка у той період була могутньою Імперією. За період князювання Олега  (882—912) при допомозі греків почалися великі роботи по укріплення кордонів Київської русі. В цей період будується багато укріплень на південному кордоні. Одне із таких укріплень називалось городок Старобіря (назва збереглась і в даний час). Із південної сторони знаходяться Мошенські гори, вони є берегом старого русла р. Дніпро. На місці старого русла р. Дніпра утворилися великі поклади торфу, і в радянські часи було організовано Ірдинське торфовиробництво із поселенням смт. Ірдинь. Мошенські гори являли собою стратегічний хребет обнесений болотами і мали один вхід зі сторони Городища. У часи Київської русі це було місце для відпочинку воїнів що повертались із далеких походів. Особливо тут часто бував князь Святослав. При ньому в кінці гір біля села Будище що розташоване біля р. Дніпро була побудована вежа висотою 56 м. За переказами при вторгненні ворогів на вежі запалювавсь сигнальний вогонь, який попереджував Київ про небезпеку. Ця вежа була знищена татаромонголами і у 1841 році в ознаменування тисячиліття Київської русі граф Воронцов побудував цегляну вежу зі спіралеподібними сходами на її висоту. Другим важливим об'єктом який був побудований для укріплення південних кордонів Київської русі в с. Мліїв, земеляна піраміда висотою приблизно 150 м. На цій піраміді було встановлене дерев'яне укріплення з висоти якого було видно в окрузі 50-60 км. Допоміжні вежі були побудовані на Кочержені горі м. Городище, так званій козацькій могилі м. Корсунь-Шевченківський, а головна військова база знаходилась у м. Городище біля початку Мошенських гір. Цей стратегічний об'єкт називавсь не Городок, а Городище. Важливість об'єкта полягає у тому що із нього розходилось 3 дороги: дорога у бік Звенигородки, центральна дорога і дорога до Канева. Дорога до Канева прохдила через Набутів так як у цьому місті був найвужчий перехід р. Рось. За м. Канів було с. Зарубенці де був перехід р. Дніпро у суху погоду. М. Канів було головною фортецею Київської русі. В період окупації татаромонголами Київської русі це була велика військова база. На сьогоднішній день збереглась назва невеликої річки якою користувались татаромонголи — Татарка. Мліїв називалося село Мгліїв, від слова мгла, тобто природні умови цього краю в осінньо-зимовий період вирізнявся великими густими туманами, що сприяли раптовому нападу ворогів. Тому будівництво таких веж дало змогу контролювати територію шляхом сигнальних вогнів які були вище висоти залягання туманів, тому резиденція Володимира Великого у м. Бутові була надійно захищена.
Відносно розвинуте село Старосіля за часів Київської русі було повністю знищене татаромонголами.
Дякуючи козакам які разом з литовцями у другій половині 15 ст звільнили територію від монголотатар та відродили село Старосілля.
На початку 17 ст. село було під власністю Польщі, цьому сприяла Люблінська унія 1569 р., а кінцево закріплено владу над селом було після Андрусівського перемир'я 1677. Поляки дозволили жителям села зберегти православну віру і у 1700 р була побудована православна церква. У селі було 77 дворів прихожан, приблизно 500 осіб. Спокійного життя селянам не було, вони боролись за свою волю і незалежність. Старосільці не стояли від боротьби особливо великі повстання пройшли у 1768 році під назвою «Коліївщина». У Старосіллі відбулась велика битва між Поляками і повстанцями. Загиблих повстанців поховали біля старої церкви, де зараз проходить дорога.
У 1795 році відбувся третій поділ Польщі, вона втратила самостійність як держава. Україну було поділено на губернії, губернії поділено на повіти. Село Старосілля віднеслось до Черкаського повіту Київської губернії. Село і люди перейшли на службу Росії.
19 ст. для старсілля було відзначено великими подіями і змінами в житті. Село і земля перейшли у володіння графа Воронцова Михайла Семеновича (1782—1856). Граф генерал-фельдмаршал брав активну участь у війні з Бородинські битві 1812 року разом із старосільцями. Господарська діяльність Воронцова відзначена великими змінами і покращення життя селян. У 1825 році він побудував нову церкву. На придніпровських луках і болотах 1830 р було викопано канал для приведення цих земель у належний господарський стан. Вони сягали 1000 га. Рештки споруд меліорації є і даний час. 1830—1831 р. були роками великої трагедії для села Старосілля у зв'язку з епідемією холери.
З 1840 р. в Городищенському районі почали розвивати цукрову промисловість будуючи ряд заводів. Меліоративні роботи проведені по покращенню господарського стану земель дали високу ефективність для вирощування цукрових буряків.
1845—1848 р. великий український поет Тарас Григорович Шевченко бував у старосіллі. Крім цього він відвідав Мліївський цукровий завод і був дуже задоволений побаченим.
1861 р. відбулась ліквідація кріпосного права, яка дозволила їм вільно працювати на свої землі і мати вільний доступ для роботи на промислових підприємствах: Городищенський, Млієвський, Орловецький цукрові та механічному Млієвський заводи. У 1870 році землевласником стала Катерина Балашова, яка була племінницею Воронцова. У цей період у селі відбувається значний приріст населення. Люди активно займаються сільським господарством. У селі було 34 вітряних млинів і 2 водяних млини. За переказами старожилів люди було гарно одягнені, було на належному рівні виробництво одягу, взуття. У більшості дворів були коні для виїздів.
1868 році збудована двох класна церковно-приходська школа. 1895—1896 було збудовано земську школу. Великі зміни пройшли при Столипинські реформі. Населення села зросло до 4500 жителів.
Початок 20 ст. приніс селу багато горя значного погіршення життя жителів села. З початку 1900 року по 1945 загинуло 1200 осіб, за Другу світову загинуло 527 осіб. Тому обробляти землю було дуже складно через брак чоловічої сили. У руйнації села багато негативного було зроблено під час колективізації. "Мені доводилось розмовляти із старожилами села про колективізацію та причини голодомору в селі, які говорили так: «Колективізацію потрібно було робити, але робити повинні колективізацію добрі господарі, які знали і уміли працювати на землі. У них були великі сім'ї, був реманент для обробітку землі, а головне діти були виховані працелюбами.»
Фактично колективізацію проводили ті хто не працював до колективізації і не хотів працювати після колективізації, тому виникали різні непорозуміння. Ці активісти по проведенню колективізації поводили себе нахабно і пізніше їх майже усіх було засуджено терміном на 10-15 років.
У той час діти заможніх селян (так званих «куркулів») користувались  великою потребою на шахтах, будівництві заводів, фабрик, електростанцій.
Колективізація породила голодомор. Ніхто не скаже, що хлібу було багато, але хлібу було достатньо для того щоб уникнути цієї трагедії. Основною причиною була недостатня робота з населенням по виконанні державних планів закупівлі зерна через вживання непопулярних заходів. Селянин не знав кого слухати і за що голосувати.
У 1929 році був утворений колгосп Комінтерну . Через 3 роки після колективізації колгосп славився високою врожайністю на весь СРСР. Ланкові Марина Демченко, Марина Гнатенко прославили село на всю державу високою врожайністю цукрових буряків. Було вирощено більше 500 центнерів з гектара. Це був рекорд СРСР. Вони нагороджені найвищими нагородами того часу «Орденами Леніна», а пізніше за активну роботу у збільшенні виробництва і врожайності цукрових буряків в інших областях Марині Гнатенко було присвоєно звання «Герой Соціалістичної праці». У центрі села поставлено величавий пам'ятник. Колгоспу був виданий земельний акт за номером 1. У цей період у селі побудували двохповерхову школу, клуб на 500 місць, дільничну лікарню. У 1935 році був створений народний хор села який прославився на всю країну. Мирна праця селян була перервана нападом фашистської Німеччини на СРСР 22 червня 1941 року, а вже 9 серпня 1941 року фашисти зайняли село. На фронт було призвано біля 1000 односельців. Воювали добре, нагороджено 605 осіб. Лялько Григорію Григоровичу присвоєно звання «Герой Радянського союзу». У лісах діяли партизани, селяни їм допомагали. За допомогу партизанам фашисти повісили 8 селян. Війна завдала селу великої шкоди. 979 дворів селян було спалено, були знищені колгоспні будівлі. Село було звільнено від фашистів 7 лютого 1944 року. Не дивлячись на всі труднощі у робочій силі колгоспники взялись до активної праці і вже у 1953 році 100 осіб було нагороджено орденами і медалями, а у 1960 року колгосп відзначено медаллю ВДНГ. Колгосп відповідно до реформи розпайований у 2001 році. В середині 19 ст. село було назване Великим Старосіллям, а вже в 70-х роках 20 ст. стало знову Старосіллям. Автор статті: уродженець с. Старосілля Гнатенко Микола Васильович.

## Сучасність
Соціальна структура села складається із загально-освітньої школи І-ІІІ ступенів та дитячого навчального закладу «Берізка». Крім того, на території громади знаходиться дільнична лікарня, яка має амбулаторію та стаціонарне відділення.
Працює СЦКД, при якому діє танцювальний та естрадний гуртки, також працює сільська бібліотека з книжковим фондом 18,1 тисяч примірників. Значний внесок у розвиток виховання підростаючого покоління роблять працівники Музею історії села, який налічує 2 700 експонатів.
На території громади діють вітчизняні інвестори: ТОВ «Приват» і «Агро Черкаси», які займаються вирощуванням цукрового буряку та ранніх зернових, ТОВ «Черкаська Птахофабрика», що вирощує м'ясо птиці — 897 тонн на рік. Підприємницьку діяльність у селі ведуть 23 особи, які надають широкий спектр послуг та займаються виробничою діяльністю.

## Герої Крут, поховані у селі
- У селі поховані троє невідомих Героїв Крут. На їхній могилах встановлені символічні хрести.

## Відомі люди
В селі народилися:
- Гнатенко Марина Василівна — український політичний і господарський діяч, Герой Соціалістичної Праці.
- Демченко Марія Софронівна — ланкова старосільського колгоспу, кавалер ордена Леніна, автор книги «Полюби землю»[6].
- Лялько Григорій Григорович — Герой Радянського Союзу.
- Ніколаєнко Микола Петрович (* 1962) — заслужений вчитель України, відмінник освіти України.

### Ресурси інтернету
- Starosiele 1) wieś nad Olszanką, powiat czerkaski // Słownik geograficzny Królestwa Polskiego. — Warszawa : Druk «Wieku», 1890. — Т. XI. — S. 265. (пол.)
- Starosiele 1). Wielkie // Słownik geograficzny Królestwa Polskiego. — Warszawa : Druk «Wieku», 1902. — Т. XV, cz. 2. — S. 618. (пол.)